# Gian Carlo Pallavicino
Gian Carlo Pallavicino (Genova, 1722 – Genova, 1794) fu il 179º doge della Repubblica di Genova.

## Biografia

Stemma nobiliare dei Pallavicino di Genova

Nativo di Genova nel 1722, fu educato sin da giovane età all'uso delle armi e a 23 anni fu nominato tenente colonnello del Reggimento Reale di Liguria. La figura di Gian Carlo Pallavicino si distinse nell'assedio di Tortona e assieme ad altri graduati fu inviato presso il fiume Tanaro, al fianco dei carabinieri spagnoli, contro un esercito sabaudo che fu poi costretto a ritirarsi nella città piemontese di Valenza.
Terminata questa parentesi militare vestì i panni di un abile commerciante ed industriale e fu il Pallavicino ad introdurre ad Albenga una nuova fabbrica per la realizzazione del vetro, quest'ultimo molto ricercato in tutto il territorio della repubblica genovese.
Salì al potere dogale con l'elezione del 6 giugno 1785 dove i membri del Gran Consiglio preferirono la candidatura di Gian Carlo Pallavicino, rappresentante di quella fazione liberale che mirava ad ammodernare le strutture istituzionali della Repubblica di Genova, rispetto agli altri candidati e già dogi Marco Antonio Gentile e Giovanni Battista Ayroli.
Nel suo mandato biennale - il centotrentaquattresimo in successione biennale e il centosettantanovesimo nella storia repubblicana - fu istituita a Genova la prima Società economica e letteraria, nata nel 1786 per promuovere l'attività agricola, del commercio e dell'arte; dal 1791 analoghe società furono fondate a Chiavari (promotore fu il marchese e governatore della città Stefano Rivarola), ad Albenga e Savona. Cessò il dogato il 6 giugno 1787.
Gian Carlo Pallavicino morì a Genova nel corso del 1794 e il suo corpo trovò sepoltura nella chiesa di Nostra Signora della Misericordia di Granarolo. In vita privata sposò Giovannetta Grimaldi.